# Cúp bóng chuyền nam thế giới
Cúp bóng chuyền nam thế giới là một giải bóng chuyền quốc tế giữa các đội tuyển bóng chuyền nam quốc gia của các thành viên của Fédération Internationale de Volleyball (Liên đoàn bóng chuyền quốc tế), cơ quan quản lý toàn cầu của môn thể thao này. Ban đầu, giải đấu được tổ chức một năm sau Olympic, ngoại trừ năm 1973 khi giải không được tổ chức, nhưng kể từ năm 1991 giải này đã được tổ chức 1 năm trước giải Olympic. Nhà vô địch giải hiện nay là Hoa Kỳ, vô địch lần thứ 2 năm 2015.
Hiện tại thể thức của giải đầu có 12 đội, bao gồm cả các nước chủ nhà được miễn đấu vòng loại, thi đấu trong hời gian khoảng hai tuần. Giải đấu này đóng vai trò như hoạt động đấu loại đầu tiên cho Olympic 1 năm sau đó với hai đội đứng đầu giành quyền thi đấu.
Sau 13 lần tổ chức, giải đấu đã có sáu đội vô địch ở các quốc gia khác nhau. Nga đã thắng sáu lần (bốn với danh nghĩa Liên Xô). Các đội Brazil và Hoa Kỳ vô địch  hai lần, và Cuba, Ý và Đức (với danh nghĩa Đông Đức), mỗi đội vô địch một lần.

## Thể thức cuộc thi
Quy tắc từ World Cup được dùng làm thể thức cuộc thi của FIVB. Các quy tắc sau được áp dụng:
- Cuộc thi diễn ra tại Nhật Bản.
- Mười hai đội tham gia trong mỗi lần tổ chức gồm mười đội đủ điều kiện và hai đội được lời mời.
  - Nhật Bản luôn được coi là nước chủ nhà.
  - Nhà vô địch của giải vô địch thế giới FIVB năm trước sẽ được tự động có suất tham gia vào năm sau.
  - Nhà vô địch và á quân của mỗi giải đấu lục địa của năm đó được cấp hai suất.
  - Kể từ năm 1999, chỉ những đội chưa đủ điều kiện cho Thế vận hội mới có thể tham dự World Cup; Do đó các đội tuyển tham gia Thế vận hội Olympic năm sau không được phép cạnh tranh.
- Cuộc thi được chia thành hai lượt.
  - Các đội được chia thành hai nhóm.
  - Ở lượt đầu tiên, mỗi đội thi đấu một trận với tất cả các đội khác trong bảng đấu.
  - Ở lượt thứ hai, mỗi đội đều thi đấu một trận với tất cả các đội trong bảng đấu khác.
  - Trận đấu diễn sẽ ra liên tục hai tuần, với mỗi lần nghỉ khoảng hai hoặc ba ngày. Mỗi ngày, thi đấu sáu trận.
  - Xếp hạng cuối cùng được tính dựa trên các tiêu chuẩn bóng chuyền thông thường: điểm trận đấu, số trận thắng, tỉ lệ (tổng số trận thắng chia cho tổng số trận thua), tỷ lệ điểm, đối đầu trực tiếp.
- Hai đội đứng đầu bảng xếp hạng chung, bất kể bảng đấu, đủ điều kiện cho Thế vận hội sau.
- Giải đấu áp dụng những hạn chế rất chặt chẽ: mỗi đội chỉ mang theo 12 cầu thủ và không được phép thay thế, ngay cả trong những trường hợp bị thương.

## Mô tả kết quả
| 1965 Chi tiết | Ba Lan   | · Liên Xô  | Vòng tròn   | · Ba Lan   | · Tiệp Khắc            | Vòng tròn   | · Nhật Bản | 11 |
| 1969 Chi tiết | Đông Đức | · Đông Đức | Vòng tròn   | · Nhật Bản | · Liên Xô              | Vòng tròn   | · Bulgaria | 12 |
| 1977 Details  | Nhật Bản | · Liên Xô  | Round-robin | · Nhật Bản | · Cuba                 | Round-robin | · Ba Lan   | 12 |
| 1981 Details  | Nhật Bản | · Liên Xô  | Round-robin | · Cuba     | · Brasil               | Round-robin | · Ba Lan   | 8  |
| 1985 Details  | Nhật Bản | · Hoa Kỳ   | Round-robin | · Liên Xô  | · Tiệp Khắc            | Round-robin | · Brasil   | 8  |
| 1989 Details  | Nhật Bản | · Cuba     | Round-robin | · Ý        | · Liên Xô              | Round-robin | · Hoa Kỳ   | 8  |
| 1991 Details  | Nhật Bản | · Liên Xô  | Round-robin | · Cuba     | · Hoa Kỳ               | Round-robin | · Nhật Bản | 12 |
| 1995 Details  | Nhật Bản | · Ý        | Round-robin | · Hà Lan   | · Brasil               | Round-robin | · Hoa Kỳ   | 12 |
| 1999 Chi tiết | Nhật Bản | · Nga      | Round-robin | · Cuba     | · Ý                    | Round-robin | · Hoa Kỳ   | 12 |
| 2003 Details  | Nhật Bản | · Brasil   | Round-robin | · Ý        | · Serbia và Montenegro | Round-robin | · Hoa Kỳ   | 12 |
| 2007 Details  | Nhật Bản | · Brasil   | Round-robin | · Nga      | · Bulgaria             | Round-robin | · Hoa Kỳ   | 12 |
| 2011 Chi tiết | Nhật Bản | · Nga      | Round-robin | · Ba Lan   | · Brasil               | Round-robin | · Ý        | 12 |
| 2015 Chi tiết | Nhật Bản | · Hoa Kỳ   | Vòng tròn   | · Ý        | · Ba Lan               | Vòng tròn   | · Nga      | 12 |
| 2019 Chi tiết | Nhật Bản | · Brasil   | Vòng tròn   | · Ba Lan   | · Hoa Kỳ               | Vòng tròn   | · Nhật Bản | 12 |

## Bảng xếp hạng huy chương
| TT        | Quốc gia     | HCV | HCB | HCĐ | Tổng |
| 1         | Nga          | 6   | 2   | 2   | 10   |
| 2         | Brasil       | 3   | 0   | 3   | 6    |
| 3         | Hoa Kỳ       | 2   | 0   | 2   | 4    |
| 4         | Cuba         | 1   | 3   | 1   | 5    |
| 4         | Ý            | 1   | 3   | 1   | 5    |
| 6         | Đức          | 1   | 0   | 0   | 1    |
| 7         | Ba Lan       | 0   | 3   | 1   | 4    |
| 8         | Nhật Bản     | 0   | 2   | 0   | 2    |
| 9         | Hà Lan       | 0   | 1   | 0   | 1    |
| 10        | Cộng hòa Séc | 0   | 0   | 2   | 2    |
| 11        | Bulgaria     | 0   | 0   | 1   | 1    |
| 11        | Serbia       | 0   | 0   | 1   | 1    |
| Tổng cộng | Tổng cộng    | 14  | 14  | 14  | 42   |

## Các quốc gia tham dự
Legend
- 1st – Vô địch
- 2nd – Á quân
- 3rd – Vị trí thứ ba
- 4th – Vị trí thứ 4
- •  – Không tham gia / Không vượt qua vòng loại
- – Chủ nhà
- = – More than one team tied for that rank
- Q – Qualified for forthcoming tournament

| Đội                  | 1965 (11)                | 1969 (12)                | 1977 (12)                | 1981 (8)                 | 1985 (8)                 | 1989 (8)                 | 1991 (12)   | 1995 (12)        | 1999 (12)        | 2003 (12)        | 2007 (12)        | 2011 (12)        | 2015 (12)        | 2015 (12) | Tổng cộng |
| Algérie              | •                        | •                        | •                        | •                        | •                        | •                        | 9th         | •                | •                | •                | •                | •                | •                | •         | 1         |
| Argentina            | •                        | •                        | •                        | •                        | 5th                      | •                        | •           | 7th              | 9th              | •                | 7th              | 7th              | 5th              | 5th       | 7         |
| Úc                   | •                        | •                        | •                        | •                        | •                        | •                        | •           | •                | •                | •                | 8th              | •                | 9th              | 11th      | 3         |
| Brasil               | •                        | 6th                      | 8th                      | 3rd                      | 4th                      | 5th                      | 6th         | 3rd              | 5th              | 1st              | 1st              | 3rd              | •                | 1st       | 12        |
| Bulgaria             | 9th                      | 4th                      | 6th                      | •                        | •                        | •                        | •           | •                | •                | •                | 3rd              | •                | •                | •         | 4         |
| Cameroon             | •                        | •                        | •                        | •                        | •                        | 8th                      | •           | •                | •                | •                | •                | •                | •                | •         | 1         |
| Canada               | •                        | •                        | 12th                     | •                        | •                        | •                        | •           | 10th             | 8th              | 7th              | •                | •                | 7th              | 9th       | 6         |
| Chile                | •                        | •                        | •                        | •                        | •                        | •                        | 12th        | •                | •                | •                | •                | •                | •                | •         | 1         |
| Trung Quốc           | •                        | •                        | 5th                      | 5th                      | •                        | •                        | •           | 9th              | 11th             | 10th             | •                | 11th             | •                | •         | 6         |
| Cuba                 | •                        | 9th                      | 3rd                      | 2nd                      | •                        | 1st                      | 2nd         | 6th              | 2nd              | •                | •                | 5th              | •                | •         | 8         |
| Ai Cập               | •                        | •                        | 11th                     | •                        | 8th                      | •                        | •           | 11th             | •                | 12th             | 10th             | 12th             | 10th             | 10th      | 8         |
| Pháp                 | 11th                     | •                        | •                        | •                        | •                        | •                        | •           | •                | •                | 5th              | •                | •                | •                | •         | 2         |
| Đức                  | See Đông Đức and Tây Đức | See Đông Đức and Tây Đức | See Đông Đức and Tây Đức | See Đông Đức and Tây Đức | See Đông Đức and Tây Đức | See Đông Đức and Tây Đức | 7th         | •                | •                | •                | •                | •                | •                | •         | 1         |
| Hungary              | 7th                      | •                        | •                        | •                        | •                        | •                        | •           | •                | •                | •                | •                | •                | •                | •         | 1         |
| Iran                 | •                        | •                        | •                        | •                        | •                        | •                        | 11th        | •                | •                | •                | •                | 9th              | 8th              | 8th       | 4         |
| Ý                    | •                        | •                        | •                        | 7th                      | •                        | 2nd                      | •           | 1st              | 3rd              | 2nd              | •                | 4th              | 2nd              | 7th       | 8         |
| Nhật Bản             | 4th                      | 2nd                      | 2nd                      | 6th                      | 6th                      | 6th                      | 4th         | 5th              | 10th             | 9th              | 9th              | 10th             | 6th              | 4th       | 14        |
| México               | •                        | •                        | 9th                      | •                        | •                        | •                        | 10th        | •                | •                | •                | •                | •                | •                | •         | 2         |
| Hà Lan               | 10th                     | •                        | •                        | •                        | •                        | •                        | •           | 2nd              | •                | •                | •                | •                | •                | •         | 2         |
| Ba Lan               | 2nd                      | 8th                      | 4th                      | 4th                      | •                        | •                        | •           | •                | •                | •                | •                | 2nd              | 3rd              | 2nd       | 7         |
| Puerto Rico          | •                        | •                        | •                        | •                        | •                        | •                        | •           | •                | •                | •                | 6th              | •                | •                | •         | 1         |
| România              | 6th                      | 7th                      | •                        | •                        | •                        | •                        | •           | •                | •                | •                | •                | •                | •                | •         | 2         |
| Nga                  | Xem Liên Xô              | Xem Liên Xô              | Xem Liên Xô              | Xem Liên Xô              | Xem Liên Xô              | Xem Liên Xô              | Xem Liên Xô | •                | 1st              | •                | 2nd              | 1st              | 4th              | 6th       | 5         |
| Serbia               | Xem Nam Tư               | Xem Nam Tư               | Xem Nam Tư               | Xem Nam Tư               | Xem Nam Tư               | Xem Nam Tư               | Xem Nam Tư  | Xem SCG          | Xem SCG          | Xem SCG          | •                | 8th              | •                | •         | 1         |
| Hàn Quốc             | •                        | •                        | 7th                      | •                        | 7th                      | 7th                      | 5th         | 8th              | 7th              | 6th              | 11th             | •                | •                | •         | 8         |
| Tây Ban Nha          | •                        | •                        | •                        | •                        | •                        | •                        | •           | •                | 6th              | •                | 5th              | •                | •                | •         | 2         |
| Tunisia              | •                        | 11th                     | •                        | 8th                      | •                        | •                        | 8th         | 12th             | 12th             | 11th             | 12th             | •                | 12th             | 12th      | 9         |
| Hoa Kỳ               | •                        | •                        | 10th                     | •                        | 1st                      | 4th                      | 3rd         | 4th              | 4th              | 4th              | 4th              | 6th              | 1st              | 3rd       | 11        |
| Venezuela            | •                        | •                        | •                        | •                        | •                        | •                        | •           | •                | •                | 8th              | •                | •                | 11th             | •         | 2         |
| Discontinued nations |                          |                          |                          |                          |                          |                          |             |                  |                  |                  |                  |                  |                  |           |           |
| Tiệp Khắc            | 3rd                      | 5th                      | •                        | •                        | 3rd                      | •                        | •           | See Cộng hòa Séc | See Cộng hòa Séc | See Cộng hòa Séc | See Cộng hòa Séc | See Cộng hòa Séc | See Cộng hòa Séc |           | 3         |
| Đông Đức             | 5th                      | 1st                      | •                        | •                        | •                        | •                        | See Đức     | See Đức          | See Đức          | See Đức          | See Đức          | See Đức          | See Đức          |           | 2         |
| Serbia và Montenegro | See Nam Tư               | See Nam Tư               | See Nam Tư               | See Nam Tư               | See Nam Tư               | See Nam Tư               | See Nam Tư  | •                | •                | 3rd              | See Serbia       | See Serbia       | See Serbia       |           | 1         |
| Liên Xô              | 1st                      | 3rd                      | 1st                      | 1st                      | 2nd                      | 3rd                      | 1st         | See Nga          | See Nga          | See Nga          | See Nga          | See Nga          | See Nga          |           | 7         |
| Tây Đức              | •                        | 10th                     | •                        | •                        | •                        | •                        | See Đức     | See Đức          | See Đức          | See Đức          | See Đức          | See Đức          | See Đức          |           | 1         |
| Nam Tư               | 8th                      | •                        | •                        | •                        | •                        | •                        | •           | See SCG          | See SCG          | See SCG          | See Serbia       | See Serbia       | See Serbia       |           | 1         |

## MVPtheo mùa giải
- 1995 –  Andrea Giani (ITA)
- 1999 –  Roman Yakovlev (RUS)
- 2003 –  Takahiro Yamamoto (JPN)
- 2007 –  Giba (BRA)
- 2011 –  Maxim Mikhaylov (RUS)
- 2015 –  Matt Anderson (USA)